# Маттингли, Гарретт
Гарретт Маттингли (Garrett Mattingly; 6 мая 1900, Вашингтон — 18 декабря 1962, Оксфорд) — американский историк, специалист по Европе XVI века, бестселлерист. Доктор философии (1935), профессор Колумбийского университета, где работал с 1948 года.
Биограф Екатерины Арагонской, а его самая известная книга — The Armada (book), за которую он получил специальную Пулитцеровскую премию в 1960 году.
Посещал начальную школу в Вашингтоне до 1913 года, когда его семья перебралась в Каламазу (штат Мичиган) — там окончит среднюю школу в 1918 году. Затем до следующего года служил в армии. В том же 1919 году поступил в Гарвард, где специализировался по литературе и истории XVI века, и получил степени бакалавра в 1923 году, магистра в 1926 году и доктора философии в 1935 году; был избран в Phi Beta Kappa. В Гарварде он изучал европейскую дипломатическую историю под руководством видного испаниста, специалиста по истории Испании XVI и XVII веков R. B. Merriman, которого признает своим главным учителем. В 1922 году как стипендиат Шелдона он провел год обучения во Франции и Италии. С 1926 года начал свою академическую карьеру преподавателем английского в Северо-Западном университете. Там Маттингли познакомился с американистом Bernard DeVoto и попал под его влияние — тот станет также близким другом Маттингли. 14 лет Г. Маттингли проведет в Университете Лонг-Айленда, ассистент- и ассоциированным профессором. В 1936 году получил первую из своих трех стипендий Фонда Гуггенхайма, что послужит выходу его книги Catherine of Aragon в 1941 году, сразу приобретшей успех у критиков и читателей. С 1942 по 1945 год проходил действительную службу в резерве ВМС США в звании коммандер-лейтенанта. С 1946 года профессор Купер-Юнион, также завотделом социальной философии. В том же 1946 году стал профессором истории в Колумбийском университете, где оставался до конца жизни. Стипендиат Фулбрайта. К 1960 году достиг вершины своей академической карьеры, первым заняв именную кафедру (William R. Shepherd Chair) европейской истории в Колумбийском университете. Почётный доктор D.Litt. Уэслианского университета (1961). «История, — заметил однажды Гарретт Маттингли, — самая трудная из беллетристики, поскольку она должна быть правдивой».
Женился в 1928 году.